# خیرآباد (شیروان)
خیرآباد روستایی از توابع بخش قوشخانه شهرستان شیروان در استان خراسان شمالی ایران است. مردم خیرآباد به زبان ترکی خراسانی سخن می‌گویند.

## جمیعت
طبق آخرین سرشماری جمیعتی  نفوس و مسکن در سال۱۳۹۵ جمیعت این  روستا ۵۶۴نفر اعلام شده است.